# Seznam dílů seriálu Život uprostřed
Toto je seznam dílů seriálu Život uprostřed.

## Přehled řad
| Řada | Díly | Premiéra v USA   | Premiéra v USA    | Premiéra v ČR   | Premiéra v ČR    |
| Řada | Díly | První díl        | Poslední díl      | První díl       | Poslední díl     |
| ---- | ---- | ---------------- | ----------------- | --------------- | ---------------- |
| 1    | 17   | 14. února 2016   | 22. července 2016 | 3. září 2016    | 30. října 2016   |
| 2    | 20   | 3. února 2017    | 27. října 2017    | 19. června 2017 | 9. prosince 2017 |
| 3    | 21   | 8. prosince 2017 | 23. července 2018 | 18. června 2018 | 7. prosince 2018 |

## Seznam dílů

### První řada (2016)
| Č. v seriálu | Č. v řadě | Původní název                    | Český název                        | Režie         | Scénář                                                                       | Premiéra v USA    | Premiéra v ČR  | Prod. kód |
| ------------ | --------- | -------------------------------- | ---------------------------------- | ------------- | ---------------------------------------------------------------------------- | ----------------- | -------------- | --------- |
| 1            | 1         | Stuck in the Middle              | Prostředníček                      | Jon Rosenbaum | Story by:: Alison Brown Teleplay by: Alison Brown & Linda Videtti Figueiredo | 14. února 2016    | 3. září 2016   | 101       |
| 2            | 2         | Stuck in the Sweet Seat          | Sedadlo pro spolu jezce            | Jon Rosenbaum | Erika Kaestle & Patrick McCarthy                                             | 11. března 2016   | 4. září 2016   | 102       |
| 3            | 3         | Stuck with a Guy on the Couch    | Chlapec na gauči                   | David Kendall | Denise Moss                                                                  | 18. března 2016   | 11. září 2016  | 104       |
| 4            | 4         | Stuck at the Movies              | Problémy v kině                    | Jon Rosenbaum | McHugh & Matt Flanagan                                                       | 25. března 2016   | 10. září 2016  | 103       |
| 5            | 5         | Stuck in the Block Party         | Uprostřed sousedské párty          | David Kendall | Allan Rice                                                                   | 1. dubna 2016     | 17. září 2016  | 105       |
| 6            | 6         | Stuck in the Slushinator         | Problém s tříšťonádou              | Jon Rosenbaum | Lance Whinery                                                                | 8. dubna 2016     | 18. září 2016  | 106       |
| 7            | 7         | Stuck in the Mother's Day Gift   | Problémy s darem ke dni matek      | Jon Rosenbaum | Linda Videtti Figueiredo                                                     | 29. dubna 2016    | 24. září 2016  | 107       |
| 8            | 8         | Stuck in Harley's Comet          | Problém s kometou                  | Paul Hoen     | Denise Moss                                                                  | 13. května 2016   | 25. září 2016  | 108       |
| 9            | 9         | Stuck with Mom's New Friend      | Problém s máminou novou kamarádkou | Jon Rosenbaum | Linda Videtti Figueiredo                                                     | 20. května 2016   | 1. října 2016  | 110       |
| 10           | 10        | Stuck with My Sister's Boyfriend | Problémy se sestřiným přítelem     | Jon Rosenbaum | David McHugh & Matt Flanagan                                                 | 3. června 2016    | 2. října 2016  | 111       |
| 11           | 11        | Stuck with a Winner              | Problém se sportem                 | Linda Mendoza | Jess Pineda                                                                  | 10. června 2016   | 8. října 2016  | 112       |
| 12           | 12        | Stuck with No Rules              | Bez pravidel                       | Paul Hoen     | Erika Kaestle & Patrick McCarthy                                             | 17. června 2016   | 9. října 2016  | 109       |
| 13           | 13        | Stuck in the Harley Car          | Problém s výročím                  | Jon Rosenbaum | Allan Rice                                                                   | 18. července 2016 | 15. října 2016 | 114       |
| 14           | 14        | Stuck in Lockdown                | Problém se zarachem                | Linda Mendoza | Julia Ahumada Grob & Bryan Larrivee                                          | 19. července 2016 | 16. října 2016 | 113       |
| 15           | 15        | Stuck without a Ride             | Problém s řidičákem                | Jon Rosenbaum | Lance Whinery                                                                | 20. července 2016 | 22. října 2016 | 115       |
| 16           | 16        | Stuck in the Quinceañera         | Problém s oslavou                  | Erika Kaestle | Erika Kaestle & Patrick McCarthy                                             | 21. července 2016 | 23. října 2016 | 116       |
| 17           | 17        | Stuck in the Diaz of Our Lives   | Problémy s natáčením               | Erika Kaestle | Linda Videtti Figueiredo                                                     | 22. července 2016 | 30. října 2016 | 117       |

### Druhá řada (2017)
| Č. v seriálu | Č. v řadě | Původní název                                              | Český název                                   | Režie               | Scénář                            | Premiéra v USA  | Premiéra v ČR      | Prod. kód |
| ------------ | --------- | ---------------------------------------------------------- | --------------------------------------------- | ------------------- | --------------------------------- | --------------- | ------------------ | --------- |
| 18           | 1         | Stuck in the Waterpark – The MovieStuck in the Aqualympics | Problémy v AquaparkuProblémy s Aquaolympiádou | David Kendall       | Linda Videtti Figueiredo          | 3. února 2017   | 19. června 2017    | 201-202   |
| 19           | 2         | Stuck in a Commercial                                      | Problémy s reklamou                           | Joe Menendez        | Erika Kaestle & Patrick McCarthy  | 10. února 2017  | 20. června 2017    | 203       |
| 20           | 3         | Stuck in the School Photo                                  | Problém se školní fotografií                  | Mike Mariano        | David McHugh & Matt Flanagan      | 17. února 2017  | 21. června 2017    | 204       |
| 21           | 4         | Stuck in a Slushy War                                      | Problém s konkurencí                          | David Kendall       | Denise Moss                       | 24. února 2017  | 22. června 2017    | 205       |
| 22           | 5         | Stuck in the Garage Sale                                   | Problém s výprodejem                          | Eric Dean Seaton    | Allan Rice                        | 3. března 2017  | 23. června 2017    | 207       |
| 23           | 6         | Stuck in the Diaz Easter                                   | Problémy s Velikonoci                         | Joe Menendez        | Lance Whinery                     | 7. dubna 2017   | 26. června 2017    | 206       |
| 24           | 7         | Stuck in the Beast-Day Party                               | Problémy s Beastovou oslavou                  | Mike Mariano        | Erika Kaestle & Patrick McCarthy  | 14. dubna 2017  | 27. června 2017    | 208       |
| 25           | 8         | Stuck without Devices                                      | Život bez elektroniky                         | David Kendall       | David McHugh & Matt Flanagan      | 21. dubna 2017  | 28. června 2017    | 210       |
| 26           | 9         | Stuck with a Boy Genius                                    | Problém s malým géniem                        | Victor Nelli        | Denise Moss                       | 28. dubna 2017  | 29. června 2017    | 211       |
| 27           | 10        | Stuck with a Bad Influence                                 | Problémy se špatným vlivem                    | Jon Rosenbaum       | Allan Rice                        | 2. června 2017  | 30. června 2017    | 212       |
| 28           | 11        | Stuck in a Good Deed                                       | Problém s dobrým úmyslem                      | Melissa Kosar       | Denise Moss                       | 9. června 2017  | 7. října 2017      | 216       |
| 29           | 12        | Stuck Dancing with My Dad                                  | Problém s financováním                        | Carlos Gonzalez     | Erika Kaestle & Patrick McCarthy  | 16. června 2017 | 14. října 2017     | 215       |
| 30           | 13        | Stuck in a Gold Medal Performance                          | Problém se zlatou medajlí                     | David Kendall       | Lance Whinery                     | 23. června 2017 | 21. října 2017     | 209       |
| 31           | 14        | Stuck in a New Room                                        | Problém s novým pokojem                       | David Kendall       | Linda Videtti Figueiredo          | 15. září 2017   | 28. října 2017     | 220       |
| 32           | 15        | Stuck with a Dangerous House                               | Problémy s domečkem                           | David Kendall       | Linda Videtti Figueiredo          | 22. září 2017   | 4. listopadu 2017  | 214       |
| 33           | 16        | Stuck with a New Friend                                    | Problém s novou kamarádkou                    | Erika Kaestle       | Erika Kaestle & Patrick McCarthy  | 29. září 2017   | 11. listopadu 2017 | 219       |
| 34           | 17        | Stuck in a Merry Scary                                     | Problém s halloweenem                         | David Kendall       | Linda Videtti Figueiredo          | 6. října 2017   | 18. listopadu 2017 | 221       |
| 35           | 18        | Stuck with a Hook, Line and Sinker                         | Problém s rybářem                             | Julian Petrillo     | Jessica Charles & Miguel Ian Raya | 13. října 2017  | 25. listopadu 2017 | 217       |
| 36           | 19        | Stuck in the Babysitting Nightmare                         | Problém s hlídáním dětí                       | David Kendall       | David McHugh & Matt Flanagan      | 20. října 2017  | 2. prosince 2017   | 218       |
| 37           | 20        | Stuck in the Diaz Awards                                   | Problém s cenami                              | Leslie Kolins Small | Bryan Larrivee                    | 27. října 2017  | 9. prosince 2017   | 213       |

### Třetí řada (2017–2018)
| Č. v seriálu | Č. v řadě | Původní název                  | Český název                      | Režie               | Scénář                           | Premiéra v USA    | Premiéra v ČR                     | Prod. kód |
| ------------ | --------- | ------------------------------ | -------------------------------- | ------------------- | -------------------------------- | ----------------- | --------------------------------- | --------- |
| 38-39        | 1-2       | Stuck at Christmas – The Movie | Problém s vánočním výletem       | David Kendall       | Linda Videtti Figueiredo         | 8. prosince 2017  | 6. prosince 2018 7. prosince 2018 | 301-302   |
| 40           | 3         | Stuck with Rachel's Secret     | Problém s Racheliným tajemstvím  | Jon Rosenbaum       | Erika Kaestle & Patrick McCarthy | 19. ledna 2018    | 18. června 2018                   | 303       |
| 41           | 4         | Stuck with a Diaz Down         | Problém s nižším počtem          | Mike Mariano        | David McHugh & Matt Flanagan     | 26. ledna 2018    | 18. června 2018                   | 304       |
| 42           | 5         | Stuck in Camp Chaos            | Problém s táborem                | Eric Dean Seaton    | Lance Whinery                    | 2. února 2018     | 19. června 2018                   | 305       |
| 43           | 6         | Stuck with Harley's Bethany    | Problém typu Bethany             | David Kendall       | Allan Rice                       | 9. února 2018     | 20. června 2018                   | 306       |
| 44           | 7         | Stuck in a Nice Relationship   | Problém se vztahy                | Carlos González     | David Baldy                      | 9. března 2018    | 21. června 2018                   | 307       |
| 45           | 8         | Stuck with Horrible Helpers    | Problém s příšernými pomocníky   | David Kendall       | Erika Kaestle & Patrick McCarthy | 16. března 2018   | 22. června 2018                   | 308       |
| 46           | 9         | Stuck in a Mysterious Robbery  | Problém se záhadnou loupeží      | Leslie Kolins Small | David McHugh & Matt Flanagan     | 23. března 2018   | 25. června 2018                   | 309       |
| 47           | 10        | Stuck in a Besties Battle      | Problém s věčnými hádkami        | Jon Rosenbaum       | Lance Whinery                    | 30. března 2018   | 26. června 2018                   | 310       |
| 48           | 11        | Stuck in Spring Break          | Problém o jarních prázdninách    | Jon Rosenbaum       | David Baldy                      | 6. dubna 2018     | 27. června 2018                   | 316       |
| 49           | 12        | Stuck with a New Squad         | Problém s novým sportem          | Mike Mariano        | Allan Rice                       | 13. dubna 2018    | 28. června 2018                   | 311       |
| 50           | 13        | Stuck with a Non-Diaz          | Problém s premiérou              | David Kendall       | Erica Kaestle & Patrick McCarthy | 26. června 2018   | 29. června 2018                   | 312       |
| 51           | 14        | Stuck in the Dark              | Problém s tmou                   | Jon Rosenbaum       | David McHugh & Matthew Flanaghan | 28. června 2018   | 26. listopadu 2018                | 313       |
| 52           | 15        | Stuck with No Escape           | Problém s únikovkou              | Mike Mariano        | Jessica Charles                  | 3. července 2018  | 27. listopadu 2018                | 315       |
| 53           | 16        | Stuck Wrestling Feelings       | Problém s city                   | Aprill Winney       | Bryan Larrivee                   | 5. července 2018  | 28. listopadu 2018                | 317       |
| 54           | 17        | Stuck Without the Perfect Gift | Problém s dokonalým dárkem       | Mike Mariano        | Erika Kaestle & Patrick McCarthy | 10. července 2018 | 29. listopadu 2018                | 318       |
| 55           | 18        | Stuck in Diaz Cout             | Problémy s vinou                 | Julian Petrillo     | Linda Videtti Figueiredo         | 12. července 2018 | 30. listopadu 2018                | 319       |
| 56           | 19        | Stuck in Dad's Birthday        | Problémy s tátovými narozeninami | Leslie Kolins Small | David McHugh & Matt Flanagan     | 17. července 2018 | 3. prosince 2018                  | 320       |
| 57           | 20        | Stuck in a Fake Out            | Problém s Bobem a Bobkem         | Erika Kaestle       | Linda Videtti Figueiredo         | 19. července 2018 | 4. prosince 2018                  | 321       |
| 58           | 21        | Stuck in Harley's Quinceañera  | Problém s oslavou                | David Kendall       | Linda Videtti Figueiredo         | 23. července 2018 | 5. prosince 2018                  | 314       |

## Problém v obchodě(2016)
| Č. | Původní název        | Premiéra v USA    | Premiéra v ČR  |
| -- | -------------------- | ----------------- | -------------- |
| 1  | Operation: Mega Mart | 16. prosince 2016 | 19. dubna 2021 |
| 2  | Operation: Discount  | 16. prosince 2016 | 19. dubna 2021 |
| 3  | Operation: Cake      | 16. prosince 2016 | 19. dubna 2021 |
| 4  | Operation: Fame      | 16. prosince 2016 | 23. dubna 2021 |
| 5  | Operation: Break Out | 16. prosince 2016 | 23. dubna 2021 |
| 6  | Operation: Escape    | 16. prosince 2016 | 23. dubna 2021 |